# Imago

Emergència de l'imago d'una cigala.

L'imago és l'últim estadi del desenvolupament d'un insecte, després de la seva última muda, ja sigui a partir de la nimfa (metamorfosi incompleta) o després d'emergir de la pupa (metamorfosi completa). És l'únic estadi durant el qual l'insecte és sexualment madur i presenta ales funcionals en el cas dels insectes alats (Pterygota). L'imago és amb freqüència denominat estadi adult dels insectes holometàbols i hemimetàbols.
Els imagos ja no tornen a mudar, amb l'excepció dels efemeròpters, que presenten l'estadi de subimago, amb ales funcionals, però immadurs sexualment; després d'una darrera muda, emergeix l'imago madur.
En llatí el plural d'imago és imagines, i aquest és el terme utilitzat generalment pels entomòlegs; no obstant, imagoes també està acceptat en anglès, i imagos en català.